# Telmatoscopus distinctus
Telmatoscopus distinctus är en tvåvingeart som först beskrevs av Enrico Adelelmo Brunetti 1908.  Telmatoscopus distinctus ingår i släktet Telmatoscopus och familjen fjärilsmyggor. Inga underarter finns listade i Catalogue of Life.